# Adam Maher
Adam Maher (Rotterdam, 20 luglio 1993) è un calciatore olandese, centrocampista svincolato.

## Caratteristiche tecniche
Dotato di un ottimo fisico e di buona tecnica, è in grado di giocare sia come interno che davanti alla difesa.
Nel 2012 è stato premiato come Talento dell'anno del campionato olandese e nello stesso anno è stato inserito nella lista dei migliori calciatori nati dopo il 1991 stilata da Don Balón.

## Carriera

### Club
Debutta con la maglia dell'AZ Alkmaar il 15 dicembre 2010 nella sfida casalinga di Europa League con il Bate Borisov, sostituendo lo Svedese Wernbloom nel secondo tempo. Nella gara riesce anche a segnare un gol, diventando così il più giovane marcatore olandese in una competizione europea. Debutta in campionato il 6 marzo 2011 nella sconfitta per 4-0 contro l'Ajax subentrando a Erik Falkenburg al minuto 76.
Nella stagione successiva, dopo essere andato per la prima volta in gol in Coppa d'Olanda il 22 settembre nel 4-2 contro il Groningen, segna il suo primo gol in campionato il 2 ottobre nella vittoria esterna per 1-3 contro il VVV-Venlo al minuto 62 su assist di Rasmus Elm. Il 27 ottobre segna nella vittoria per 2-3 contro il Dordrecht in Coppa d'Olanda. Segna altri due gol in campionato: il 30 ottobre nella vittoria esterna per 0-1 contro l'Heracles Almelo e il 6 novembre nel 3-0 casalingo contro l'ADO Den Haag attirando su di sé l'attenzione del Milan. Conclude la stagione con 34 presenze e 5 gol in campionato.
Nella stagione 2012-13 mette a segno 7 gol in 31 partite disputate di campionato, mettendosi in luce inoltre per avere portato in vantaggio la sua squadra nella finale di Coppa d'Olanda vinta per 2-1 contro il PSV.
Il 1º luglio 2013, dopo 66 presenze e 12 gol in campionato con l'AZ, viene ufficializzato il passaggio al PSV per 8 milioni di euro, con un contratto quinquennale. Debutta in campionato con la nuova maglia nel 3-2 esterno contro l'ADO Den Haag. Alla prima stagione gioca 26 partite e segna 3 gol in campionato. La stagione seguente si conferma ad alti livelli segnando 7 gol in 31 partite di Eredivisie. Nella stagione 2015-2016 finisce ai margini e nel mercato estivo del 2016 viene ceduto in prestito all'Osmanlıspor. Una volta tornato in Olanda gioca una sola partita con la prima squadra e due con la formazione delle riserve. Nel gennaio 2018 viene così ceduto al Twente dove mette insieme 16 presenze e 1 gol non riuscendo ad evitare la retrocessione del club.
Tornato all’AZ a settembre, colleziona 25 presenze e 1 gol nell’Eredivisie 2018-2019 rifiutando tuttavia il rinnovo di contratto a fine stagione. Il 3 giugno 2019 firma un contratto triennale con l’Utrecht seguendo l'allenatore John van den Brom.

### Nazionale
Ha giocato in tutte le nazionali giovanili olandesi. Con l'Under-21 ha disputato il campionato europeo Under-21 2013.
Debutta ufficialmente in nazionale maggiore il 15 agosto 2012 in amichevole a Bruxelles, contro il Belgio.

## Statistiche

### Presenze e reti nei club
Statistiche aggiornate all'8 novembre 2015
| Stagione          | Squadra           | Campionato        | Campionato | Campionato | Coppe nazionali | Coppe nazionali | Coppe nazionali | Coppe continentali | Coppe continentali | Coppe continentali | Altre coppe | Altre coppe | Altre coppe | Totale | Totale |
| Stagione          | Squadra           | Comp              | Pres       | Reti       | Comp            | Pres            | Reti            | Comp               | Pres               | Reti               | Comp        | Pres        | Reti        | Pres   | Reti   |
| ----------------- | ----------------- | ----------------- | ---------- | ---------- | --------------- | --------------- | --------------- | ------------------ | ------------------ | ------------------ | ----------- | ----------- | ----------- | ------ | ------ |
| 2010-2011         | AZ                | ED                | 1          | 0          | CO              | 1               | 0               | UEL                | 1                  | 1                  | -           | -           | -           | 3      | 1      |
| 2011-2012         | AZ                | ED                | 34         | 5          | CO              | 5               | 3               | UEL                | 13                 | 3                  | -           | -           | -           | 52     | 11     |
| 2012-2013         | AZ                | ED                | 31         | 7          | CO              | 6               | 3               | UEL                | 2                  | 0                  |             |             |             | 39     | 10     |
| Totale AZ Alkmaar | Totale AZ Alkmaar | Totale AZ Alkmaar | 66         | 12         |                 | 12              | 6               |                    | 16                 | 4                  |             |             |             | 94     | 22     |
| 2013-2014         | PSV               | ED                | 26         | 3          | CO              | 1               | 0               | UCL+UEL            | 4+6                | 0+1                | -           | -           | -           | 37     | 4      |
| 2014-2015         | PSV               | ED                | 31         | 7          | CO              | 3               | 0               | UEL                | 10                 | 1                  | -           | -           | -           | 46     | 8      |
| 2015-2016         | PSV               | ED                | 8          | 1          | CO              | 1               | 0               | UCL                | 1                  | 0                  | SO          | 1           | 1           | 11     | 2      |
| Totale PSV        | Totale PSV        | Totale PSV        | 65         | 11         |                 | 5               | 0               |                    | 23                 | 2                  |             | 1           | 1           | 94     | 14     |
| Totale carriera   | Totale carriera   | Totale carriera   | 131        | 23         |                 | 17              | 6               |                    | 39                 | 7                  |             | 1           | 1           | 188    | 37     |

### Cronologia presenze e reti in Nazionale
| Cronologia completa delle presenze e delle reti in nazionale ― Paesi Bassi | Cronologia completa delle presenze e delle reti in nazionale ― Paesi Bassi | Cronologia completa delle presenze e delle reti in nazionale ― Paesi Bassi | Cronologia completa delle presenze e delle reti in nazionale ― Paesi Bassi | Cronologia completa delle presenze e delle reti in nazionale ― Paesi Bassi | Cronologia completa delle presenze e delle reti in nazionale ― Paesi Bassi | Cronologia completa delle presenze e delle reti in nazionale ― Paesi Bassi | Cronologia completa delle presenze e delle reti in nazionale ― Paesi Bassi |
| Data                                                                       | Città                                                                      | In casa                                                                    | Risultato                                                                  | Ospiti                                                                     | Competizione                                                               | Reti                                                                       | Note                                                                       |
| -------------------------------------------------------------------------- | -------------------------------------------------------------------------- | -------------------------------------------------------------------------- | -------------------------------------------------------------------------- | -------------------------------------------------------------------------- | -------------------------------------------------------------------------- | -------------------------------------------------------------------------- | -------------------------------------------------------------------------- |
| 15-8-2012                                                                  | Bruxelles                                                                  | Belgio                                                                     | 4 – 2                                                                      | Paesi Bassi                                                                | Amichevole                                                                 | -                                                                          | 46’                                                                        |
| 11-9-2012                                                                  | Budapest                                                                   | Ungheria                                                                   | 1 – 4                                                                      | Paesi Bassi                                                                | Qual. Mondiali 2014                                                        | -                                                                          | 78’ 85’                                                                    |
| 6-2-2013                                                                   | Amsterdam                                                                  | Paesi Bassi                                                                | 1 – 1                                                                      | Italia                                                                     | Amichevole                                                                 | -                                                                          |                                                                            |
| 26-3-2013                                                                  | Amsterdam                                                                  | Paesi Bassi                                                                | 4 – 0                                                                      | Romania                                                                    | Qual. Mondiali 2014                                                        | 2                                                                          | 73’                                                                        |
| 10-9-2013                                                                  | Andorra La Vella                                                           | Andorra                                                                    | 0 – 2                                                                      | Paesi Bassi                                                                | Qual. Mondiali 2014                                                        | -                                                                          | 46’                                                                        |
| Totale                                                                     |                                                                            | Presenze                                                                   | 5                                                                          |                                                                            | Reti                                                                       | 2                                                                          |                                                                            |

## Palmarès

### Club
- Coppa dei Paesi Bassi: 1

AZ Alkmaar: 2012-2013
- Campionato olandese: 2

PSV: 2014-2015, 2015-2016
- Supercoppa dei Paesi Bassi: 2

PSV: 2015, 2016

### Individuale
- Miglior talento dell'anno in Eredivisie: 1

2011-2012
- Inserito nella selezione UEFA dell'Europeo Under-21: 1

Israele 2013